# Ctenisodes granicollis
Ctenisodes granicollis är en skalbaggsart som först beskrevs av Thomas Casey 1897.  Ctenisodes granicollis ingår i släktet Ctenisodes och familjen kortvingar. Inga underarter finns listade i Catalogue of Life.